# Veranópolis (kommun)
Veranópolis är en kommun i Brasilien.   Den ligger i delstaten Rio Grande do Sul, i den södra delen av landet, 1 500 km söder om huvudstaden Brasília. Antalet invånare är 22 815.
Följande samhällen finns i Veranópolis:
- Veranópolis

I omgivningarna runt Veranópolis växer i huvudsak städsegrön lövskog. Runt Veranópolis är det ganska glesbefolkat, med 43 invånare per kvadratkilometer.